# 貝德羅克 (科羅拉多州)
貝德羅克（英語：Bedrock）是位於美國科羅拉多州蒙特羅斯縣的一個非建制地區。該地的面積和人口皆未知。

## 地理
貝德羅克的座標為38°18′54″N 108°53′27″W / 38.31500°N 108.89083°W，而該地的平均海拔高度為1520米（即4990英尺）。